# Коваль Олександр Іванович
Коваль Олександр Іванович (7 травня 1945 — 26 вересня 2018) — український, радянський кінорежисер-документаліст та кінооператор. Лауреат Державної премії України ім. Т. Г. Шевченка (1991). Народний артист України (1993). Член-кореспондент Національної академії мистецтв України (1997). Лауреат Державної премії України імені Олександра Довженка 2006 року — за видатний внесок у розвиток вітчизняного кіномистецтва.

## Біографія
Народ. 7 травня 1945 р. в с. Жердова Київської обл. в родині селянина.
Працював слюсарем на заводі (1961—1963), освітлювачем на студії «Укркінохроніка» (1963—1966), на Західно-Сибірській та Далекосхідній студіях хроніки (1968—1969).
З 1969 р. — оператор і режисер Української студії хронікально-документальних фільмів.
Закінчив режисерський факультет Всесоюзного державного інституту кінематографії (1971).
Викладав у Київському державному інституті театрального мистецтва ім. І.Карпенка-Карого.
Був членом Національної спілки кінематографістів України.
Помер 26 вересня 2018 року.

## Фільмографія
Створив документальні фільми:
- «Сектор мовчання» (1970, Приз II Республікнаського кінофестивалю «Молоді — молодим», Дніпропетровськ, 1971; Срібна медаль Міжнародного кінофестивалю «Кіномарина-73», Одеса, 1973)
- «Леся Українка» (1971, у співавт.)
- «Мій давній друг» (1972)
- «Відкрий себе» (1972, оператор)
- «Крила Перемоги», «Майбутнє починається сьогодні» (1973)
- «9 травня і на все життя» (1974, Приз IV Республіканського кінофестивалю дитячих та юнацьких фільмів, Суми, 1975)
- «Три тренери», «Про друзів-товаришів»,
- «Шлях до тунелю» (1975, Диплом Республіканського кінофестивалю в Жданові, 1975, Приз «Срібний голуб» Міжнародного кінофестивалю, Лейпциг, 1976)
- «Кононови» (1975, Головний Приз IV Республіканського кінофестивалю «Молоді — молодим», Харків, 1976)
- «Після уроків», «У відповіді кожний» (1976)
- «Григорій Іванович Петровський», «Рейс дружби», «Хліб України ювілейного року» (1977)
- «Україна сьогодні» (1978. Диплом журі IV Республіканського кінофестивалю «Людина праці на екрані», Кременчук, 1978)
- «Маланчине весілля» (1979. Диплом і приз ЦК ЛКСМУ на X Республіканському кінофестивалі «Молодість», Київ, 1979; Диплом і приз «Срібний голуб» Міжнародного кінофестивалю документальних короткометражних фільмів, Лейпциг, 1979; Головний приз і диплом журі режисеру за плідний авторський пошук V Республіканського кінофестивалю «Людина праці на екрані», Ворошиловград, 1980)
- «Отак і пишу. Остап Вишня» (1982)
- «На червоній косі» (1986)
- «Як нам майбутнє дається» (1987)
- «Поріг» (1988)
- «На Різдво» (1988)
- «Притулок», «Тарас» (1989)
- «Ой горе, це ж гості до мене» (1989, оператор і співавт. сценар.; реж. П. Фаренюк)
- «Перед іконою» (1990)
- «Дім. Рідна земля» (1991)
- «Світ Параски Горицвіт» (1992, реж. П. Фаренюк)
- «Грішна Доза з Криворівні» (1993)
- «Терновий вінок», «Гряди по мені», «Неофіти»,
- «А ще не сьома печатка» (1995, з циклу «Заповіти Йосифа Сліпого»)
- «Світ Любомири» (2000, Інтерньюз-Україна; про Л. Бойчишин, вдову М. Бойчишина)
- «Гамлет з хеппі-ендом» (2003, Гран-прі «Золотий кадр» на кінофестивалі «Кінолітопис-2004», Київ)
- «У село приїхало кіно» (2012, співавт. сценарію) та ін.